# Próchnica nasycona
Próchnica nasycona inaczej próchnica słodka – próchnica, która jest adsorpcyjnie nasycona głównie kationami o charakterze zasadowym, przede wszystkim wapnia Ca2+ i magnezu Mg2+. Podział na próchnicę słodką, słoną lub kwaśną stosuje się przeważnie do opisu dobrze rozłożonej próchnicy gleb uprawnych.
Próchnica słodka, w przeciwieństwie do słonej i kwaśnej, wpływa pozytywnie na tworzenie się struktury gleby.